# Oumarou Idani
Oumarou Idani est un homme politique burkinabè.
De 2017 à 2021, il est ministre des Mines et des Carrières.

## Biographie
Oumarou Idani est diplômé de l'École  Inter-États d'Ingéniérie de l'équipement rural en 1981. En 1991, il obtient un diplôme d'études supérieures spécialisés (DESS) du Centre d'études en finance, économie et banque de Paris.
Le 20 février 2017 il est nommé ministre des Mines et des Carrières dans le Gouvernement Paul Kaba Thiéba. Il est maintenu au même poste dans le Gouvernement Dabiré. 